# دژ اخیضر
دژ اُخَیضِر یا کاخ عباسی اخیضر، دژی است در حدود ۵۰ کیلومتری جنوب کربلا در عراق. ساختمان این دژ به گونهٔ مستطیلی بزرگ است و در سال ۷۷۵ میلادی ساخته شد.
محل آن در ۵۰ کیلومتری جنوب باختری شهر نجف و نزدیک به ۱۵۲ کیلومتری جنوب باختری بغداد در منطقه شثاثه در نزدیکی شهر عین تمر است.
این دژ را عیسی بن موسی، برادرزاده خلیفه عباسی، سفاح، بنا کرده است. دژ اخیضر نمایانگر نوآوری دوره عباسی در معماری مربوط به حیاط و مسجد است. سبک معماری آن را نمادی از «خودکامگی و عشرت‌طلبی خاندان عباسی» دانسته‌اند. کاوش‌های باستان‌شناسی در این سازه در اوایل سدهٔ بیستم توسط گرترود بل انجام شد.
این دژ در عراق به صورت واحدی مستقل در درون یک حصاربندی محکم قرار دارد.در نقشه ی ساختمانی این کاخ کارکرد دوگانه ی مسکونی و اداری دیده می شود. دیوارهای بلند و برج دار آن از بیرون شبیه به دیوارهای مسجد بزرگ سامرا ست.تزیینات این کاخ تا حدودی کم است و به گچ کاری های بسیار ساده و آجرگاری تزیینی محدود می شود